# Национално знаме на Папуа Нова Гвинея
Националното знаме на Папуа Нова Гвинея е прието на 1 юли 1971 година. Знамето е съставено от два триъгълника в червено и черно. На черния триъгълник са изобразени пет бели звезди, които представляват съзвездието Южен кръст, докато на червения триъгълник е изобразена златна райска птица. Знамето е изработено от 15-годишното момиче Сюзън Хухуме, която печели конкурса за избор на ново държавно знаме. Черният и червеният цвят са традиционни цветове на редица папуански племена, а птицата се намира и на държавния герб.

## Знаме през годините
- 1899 – 1914
- 1914 – 1965
- 1965 – 1970
- 1970 – 1971
- 1971 – настояще